# Pedro de San José de Betancur
Pedro de San José de Betancur (magyarul: Szent Józsefről nevezett Betancuri Szent Péter) (Vilaflor, Tenerife, 1623. március 21. – Antigua Guatemala, Guatemala, 1667. április 25.) spanyol katolikus misszionárius Guatemalában, a Betlehemita Testvérek közösségének alapítója.

## Élete
Szegény családban született a Kanári-szigetekhez tartozó Tenerifén; gyermekkorában pásztorként dolgozott. 
Huszonhárom évesen Guatemalába utazott, az úti költségek minden vagyonát elemésztették. Antigua Guatemala városában találkozott Fernando Espino misszionáriussal, aki lelki vezetője lett. 
1653-ban jelentkezett a jezsuiták papi képzésére, de csakhamar félbehagyta tanulmányait; később belépett a ferences harmadrendbe.
Életét a szegények és rászorulók, a rabszolgák, indián őslakosok és gyermekek istápolásának szentelte: kórházat, hajléktalanszállót és iskolát épített, a szegénynegyedekben kis kápolnákat emelt, ahol az ottani gyermekek is tanulhattak. A betegek ápolására és a szegények gondozására hozta létre a Betlehemita Testvérek (Orden de Nuestra Señora de Belén), illetve Betlehemita Nővérek közösségét.
1667. április 25-én halt meg Antigua Guatemalában.

## Tisztelete
A Szent Ferenc-templomban temették el; sírja, valamint a szülőhelyén emelt szentély és az általa imahelyként használt tenerifei barlang fontos zarándokhellyé vált a hívők körében. 
II. János Pál pápa 1980-ban előbb boldoggá, majd 2002-ben szentté avatta. Ő a Kanári-szigetek első szentje.